# 尼古拉·湯姆森
尼古拉·湯姆森（丹麥語：Nicolaj Thomsen；1993年5月8日—），丹麥足球運動員，司職中場，現效力丹麥足球超級聯賽球隊阿爾堡足球俱樂部。

## 外部連結
- Danish national team profile （页面存档备份，存于）
- Soccerway資料庫：尼古拉·湯姆森